# Greve agrária no Peru em 2020-2021
A greve agrária no Peru se refere a uma série de protestos que começaram no departamento de Ica, desde 30 de novembro de 2020, por agricultores que denunciam serem vítimas de abusos e más condições laborais. A estes, se juntaram os agricultores do departamento de La Libertad. Os trabalhadores solicitaram a revogação da Lei de Promoção Agrária, cuja vigência havia sido prorrogada no ano anterior, no governo do Presidente Martín Vizcarra, até 31 de dezembro de 2031.
Os protestos pelos direitos dos trabalhadores agrícolas começam em 30 de novembro no departamento de Ica, uma localização importante para a agricultura no Peru.  Centenas de trabalhadores agrícolas entraram em greve e bloquearam a Rodovia Panamericana, principal artéria de transporte do país, entre Pisco e Ica, exigindo melhores condições de trabalho.
A 2 de dezembro, a escassez de alguns produtos começa a ocorrer no departamento de Ica devido aos protestos agrários. Vários caminhões carregados de mercadorias ficaram retidos na Rodovia Panamericana devido aos bloqueios.
Em 3 de dezembro, fortes protestos ocorrem no Vale do Chao e no Vale de Virú perto de Trujillo, com a Unidade de Serviços Especiais da Polícia Nacional do Peru entrando na área para remover bloqueios de estradas e dispersar os manifestantes.  Um trabalhador agrícola que protestava em Virú foi morto após levar um tiro na cabeça. Após o acontecido, foram feitos apelos para uma marcha nacional entre os peruanos para condenar sua morte e exigir direitos trabalhistas mais amplos, com um protesto sendo programado para ocorrer no dia seguinte, 4 de dezembro.
Os manifestantes foram ouvidos pelo Conselho de Ministros, que em conversações com o Congresso, após vários dias aprovou o Projeto de Lei nº 5759 que revogava a Lei nº 27360. Assim, no quinto dia da greve agrária, os manifestantes liberaram a rodovia Panamericana Sur.  Os protestos deixaram dois mortos.
Em 21 de dezembro, um dia após os parlamentares do Congresso da República não terem chegado a um acordo para aprovar a nova lei agrária, os manifestantes assumiram o bloqueio da rodovia Panamericana Sur. Os sindicatos agrícolas anunciaram que uma greve agrícola nacional será oficialmente realizada a partir de 29 de dezembro de 2020. Desde o reinício da greve, foram registradas doze mortes, todas no departamento de La Libertad.